# Yasuo Takamori
Yasuo Takamori (高森泰男?, Takamori Yasuo; 3 marzo 1934 – 3 febbraio 2016) è stato un calciatore e allenatore di calcio giapponese, di ruolo difensore.

## Statistiche

### Presenze e reti nei club
| Stagione | Squadra      | Campionato | Campionato | Campionato |
| Stagione | Squadra      | Comp       | Pres       | Reti       |
| -------- | ------------ | ---------- | ---------- | ---------- |
| 1967     | Nippon Kokan | JSL        | 14         | 0          |
| 1968     | Nippon Kokan | JSL        | 14         | 0          |
|          | Totale       |            | 28         | 0          |